# Psautier anglo-catalan
 (mars 2013).
Si vous disposez d'ouvrages ou d'articles de référence ou si vous connaissez des sites web de qualité traitant du thème abordé ici, merci de compléter l'article en donnant les références utiles à sa vérifiabilité et en les liant à la section « Notes et références ».

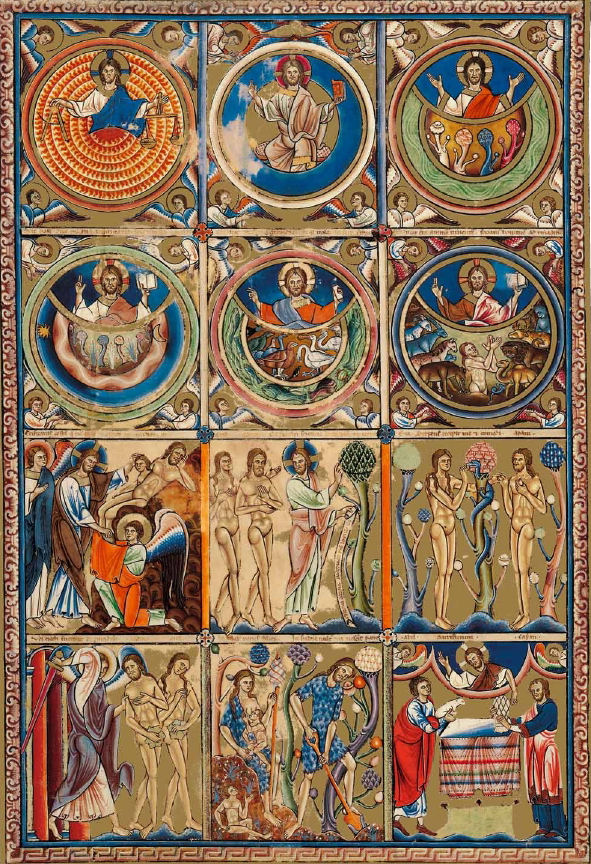
Folio 1 recto (vers 1200) du Psautier anglo-catalan, résumant le livre de la Genèse.
1ère ligne : création de la lumière, du ciel, séparation de la terre et des eaux (Gn 1, 3-9).
2e ligne : création des astres, des animaux et d'Adam (Gn 1, 16-26).
3e ligne : création d'Ève, interdiction de manger le fruit de l'arbre de la connaissance, serpent tentateur (Gn 2, 17-22 et 3, 6).
4e ligne : Adam et Ève chassés du Paradis, douleurs de l'enfantement et du travail, inimitié entre Caïn et Abel (Gn 3, 16-24 et 4, 3-5).

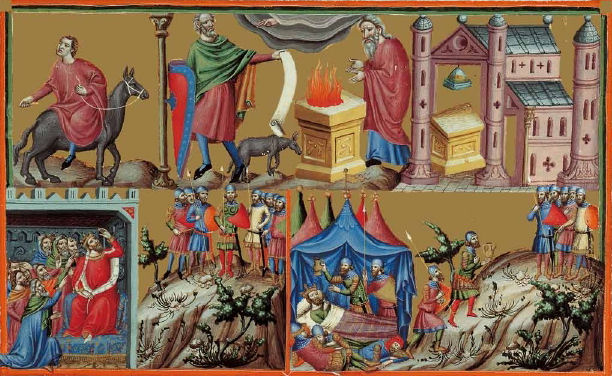
Folio 93 recto (vers 1340) du Psautier anglo-catalan, illustrant le psaume 54.

Le Psautier anglo-catalan est un manuscrit enluminé du livre des Psaumes, commencé vers 1200 à Canterbury et terminé à Barcelone par Ferrer Bassa vers 1340. Il est conservé à la Bibliothèque nationale de France, à Paris (lat. 8846). Il présente trois versions des psaumes sur trois colonnes : celle du psautier hébraïque, celle du psautier romain et celle du psautier gallican. Il compte 356 pages, enrichies de 140 miniatures et de 1 190 initiales ornées. La partie anglaise s'inscrit dans la tendance iconographique du psautier d'Utrecht (IXe siècle), c'est-à-dire la tradition carolingienne influencée par l'art byzantin. La partie catalane est marquée par le style italianisant introduit en Aragon par Ferrer Bassa après son séjour en Toscane. 